# Marburg Open 2011
Il Marburg Open 2011 è stato un torneo professionistico di tennis maschile giocato sul cemento. È stata la 2ª edizione del torneo, che fa parte dell'ATP Challenger Tour nell'ambito dell'ATP Challenger Tour 2011. Si è giocato a Marburgo in Germania dal 20 al 26 giugno 2011.

## Partecipanti

### Teste di serie
| Nazionalità | Giocatore            | Ranking* | Testa di serie |
| ----------- | -------------------- | -------- | -------------- |
| Spagna      | Albert Ramos Viñolas | 100      | 1              |
| Argentina   | Diego Junqueira      | 101      | 2              |
| Francia     | Éric Prodon          | 108      | 3              |
| Germania    | Simon Greul          | 112      | 4              |
| Paesi Bassi | Jesse Huta Galung    | 116      | 5              |
| Argentina   | Horacio Zeballos     | 126      | 6              |
| Rep. Ceca   | Ivo Minář            | 132      | 7              |
| Kazakistan  | Jurij Ščukin         | 141      | 8              |

- Ranking al 13 giugno 2011.

### Altri partecipanti
Giocatori che hanno ricevuto una wild card:
- Constantin Christ
- Julian Lenz
- Oliver Marach
- Jan-Lennard Struff

Giocatori entrati nel tabellone principale come special exempt:
- Stefano Galvani

Giocatori che sono passati dalle qualificazioni:
- Nikola Ćirić
- Marcin Gawron
- André Ghem
- Artem Smyrnov
- Simon Stadler (lucky loser)

## Campioni

### Singolare
Björn Phau ha battuto in finale  Jan Hájek con il punteggio di 6–4, 2–6, 6–3.

### Doppio
Martin Emmrich /  Björn Phau hanno battuto in finale  Federico Delbonis /  Horacio Zeballos con il punteggio di 7–6(4), 6–2